# Ben Mills
Ben Mills, Benjamin Collett Mills, né le 1er mars 1980, est un chanteur britannique, issu de la troisième saison du télé-crochet britannique The X Factor, dont il finit 3e.

## Discographie
| Année | Album | Classement | Classement | Certifications | Ventes        |
| Année | Album | UK         | IRE        | Certifications | Ventes        |
| ----- | --- | ---------- | ---------- | -------------- | ------------- |
| 2007  | Picture of You (en) - Released : 12 mars 2007 - Genre : Rock - Label : Sony BMG - Format : CD, digital download | 3          | 15         | - UK: Gold     | - UK: 133,000 |
| 2010  | Freedom - Released : 8 mars 2010 - Label : Benjamel Records - Format : CD, digital download                     | 78         | -          |                |               |